# Lijst van voetbalinterlands Syrië - Zuid-Korea
Deze lijst van voetbalinterlands is een overzicht van alle officiële voetbalwedstrijden tussen de nationale teams van Syrië en Zuid-Korea. De landen hebben tot op heden tien keer tegen elkaar gespeeld. De eerste ontmoeting, een wedstrijd op een vriendschappelijk toernooi, werd gespeeld op 26 juli 1978 in Kuala Lumpur (Maleisië). De laatste confrontatie, een kwalificatiewedstrijd voor het Wereldkampioenschap voetbal 2022, vondplaats op 1 februari 2022 in Dubai (Verenigde Arabische Emiraten).

## Wedstrijden
| №  | Plaats       | Datum            | Competitie                 | Wedstrijd          | Uitslag |
| -- | ------------ | ---------------- | -------------------------- | ------------------ | ------- |
| 1  | Kuala Lumpur | 26 juli 1978     | Vriendschappelijk          | Syrië − Zuid-Korea | 0 − 2   |
| 2  | Singapore    | 7 december 1984  | Azië Cup 1984              | Syrië − Zuid-Korea | 1 − 0   |
| 3  | Aleppo       | 22 februari 2006 | Azië Cup 2007 kwalificatie | Syrië − Zuid-Korea | 1 − 2   |
| 4  | Seoel        | 11 oktober 2006  | Azië Cup 2007 kwalificatie | Zuid-Korea − Syrië | 1 − 1   |
| 5  | Dubai        | 1 februari 2009  | Vriendschappelijk          | Syrië − Zuid-Korea | 1 − 1   |
| 6  | Abu Dhabi    | 30 december 2010 | Vriendschappelijk          | Syrië − Zuid-Korea | 0 − 1   |
| 7  | Seremban     | 6 september 2016 | WK 2018 kwalificatie       | Syrië − Zuid-Korea | 0 − 0   |
| 8  | Seoel        | 28 maart 2017    | WK 2018 kwalificatie       | Zuid-Korea − Syrië | 1 − 0   |
| 9  | Ansan        | 7 oktober 2021   | WK 2022 kwalificatie       | Zuid-Korea − Syrië | 2 − 1   |
| 10 | Dubai        | 1 februari 2022  | WK 2022 kwalificatie       | Syrië − Zuid-Korea | 0 − 2   |

## Samenvatting
| Competitie            | Totaal gespeeld | Winst Syrië | Gelijk | Winst Zuid-Korea | Doelsaldo Syrië – Zuid-Korea |
| --------------------- | --------------- | ----------- | ------ | ---------------- | ---------------------------- |
| WK-kwalificatie       | 4               | 0           | 1      | 3                | 1 − 5                        |
| Azië Cup              | 1               | 1           | 0      | 0                | 1 − 0                        |
| Azië Cup-kwalificatie | 2               | 0           | 1      | 1                | 2 − 3                        |
| Vriendschappelijk     | 3               | 0           | 1      | 2                | 1 − 4                        |
| Totaal                | 10              | 1           | 3      | 6                | 5 − 12                       |

SFA · A-internationals · Syrisch vrouwenelftal
1940 - 1949 · 
1950 - 1959 · 
1960 - 1969 · 
1970 - 1979 · 
1980 - 1989 · 
1990 - 1999 · 
2000 – 2009 · 
2010 – 2019 ·
2020 − 2029
Afghanistan ·
Algerije ·
Australië ·
Bahrein ·
Bangladesh ·
Cambodja ·
China ·
Cyprus ·
Egypte ·
Filipijnen ·
Griekenland ·
Guam ·
Haïti ·
Hongkong ·
India ·
Indonesië ·
Irak ·
Iran ·
Japan ·
Jemen ·
Jordanië ·
Kazachstan ·
Kirgizië ·
Koeweit ·
Laos ·
Libanon ·
Libië ·
Malediven ·
Maleisië ·
Marokko ·
Mauritanië ·
Mauritius ·
Myanmar ·
Nepal ·
Noord-Korea ·
Oezbekistan ·
Oman ·
Pakistan ·
Palestina ·
Qatar ·
Rusland ·
San Marino ·
Saoedi-Arabië ·
Singapore ·
Soedan ·
Sovjet-Unie ·
Sri Lanka ·
Tadzjikistan ·
Taiwan ·
Thailand ·
Tunesië ·
Turkije ·
Turkmenistan ·
Venezuela ·
Verenigde Arabische Emiraten ·
Vietnam ·
Wit-Rusland ·
Zuid-Jemen ·
Zuid-Korea ·
Zweden
KFA · A-internationals · Selecties · Bondscoaches · Zuid-Koreaans vrouwenelftal · Olympisch elftal · Zuid-Korea U21 · Zuid-Korea U20 · Zuid-Korea U19 · Zuid-Korea U18 · Zuid-Korea U17
1940 – 1949 ·
1950 – 1959 ·
1960 – 1969 ·
1970 – 1979 ·
1980 – 1989 ·
1990 – 1999 ·
2000 – 2009 ·
2010 – 2019 ·
2020 − 2029
WK 1954 · 
WK 1986 · 
WK 1990 · 
WK 1994 · 
WK 1998 · 
WK 2002 · 
WK 2006 · 
WK 2010 · 
WK 2014 · 
WK 2018
OS 1948 ·
OS 1964 ·
OS 1988 ·
OS 1992 ·
OS 1996 ·
OS 2000 ·
OS 2004 ·
OS 2008 ·
OS 2012 ·
OS 2016 ·
OS 2020
1948 ·
1949 ·
1950 · 
1951 · 1952 · 
1953 · 
1954 · 
1955 · 
1956 · 
1957 · 
1958 · 
1959 ·
1960 · 
1961 · 
1962 · 
1963 · 
1964 · 
1965 · 
1966 · 
1967 · 
1968 · 
1969 ·
1970 · 
1971 · 
1972 · 
1973 · 
1974 · 
1975 · 
1976 · 
1977 · 
1978 · 
1979 ·
1980 · 
1981 · 
1982 · 
1983 · 
1984 · 
1985 · 
1986 · 
1987 · 
1988 · 
1989 ·
1990 ·
1991 · 
1992 · 
1993 · 
1994 · 
1995 · 
1996 · 
1997 · 
1998 · 
1999 · 
2000 · 
2001 · 
2002 · 
2003 · 
2004 · 
2005 · 
2006 · 
2007 · 
2008 · 
2009 · 
2010 · 
2011 ·
2012 ·
2013 ·
2014 ·
2015 ·
2016 ·
2017 ·
2018 ·
2019 ·
2020 ·
2021 ·
2022 ·
2023 ·
2024
Afghanistan ·
Algerije ·
Angola ·
Argentinië ·
Australië ·
Bahrein ·
Bangladesh ·
België ·
Bolivia ·
Bosnië en Herzegovina ·
Brazilië ·
Brunei ·
Bulgarije ·
Burkina Faso ·
Cambodja ·
Canada ·
Chili ·
China ·
Colombia ·
Costa Rica ·
Cuba ·
Denemarken ·
Duitsland ·
Ecuador ·
Egypte ·
El Salvador ·
Engeland ·
Filipijnen ·
Finland ·
Frankrijk ·
Georgië ·
Ghana ·
Griekenland ·
Guam ·
Guatemala ·
Haïti ·
Honduras ·
Hongarije ·
Hongkong ·
IJsland ·
India ·
Indonesië ·
Irak ·
Iran ·
Israël ·
Italië ·
Ivoorkust ·
Jamaica ·
Japan ·
Jemen ·
Joegoslavië ·
Jordanië ·
Kameroen ·
Kazachstan ·
Kenia ·
Kirgizië ·
Koeweit ·
Kroatië ·
Laos ·
Letland ·
Libanon ·
Libië ·
Luxemburg ·
Macau ·
Malediven ·
Maleisië ·
Mali ·
Malta ·
Marokko ·
Mexico ·
Moldavië ·
Mongolië ·
Myanmar ·
Nederland ·
Nepal ·
Nieuw-Zeeland ·
Nigeria ·
Noord-Ierland ·
Noord-Korea ·
Noord-Macedonië ·
Noorwegen ·
Oekraïne ·
Oezbekistan ·
Oman ·
Pakistan ·
Palestina ·
Panama ·
Paraguay ·
Peru ·
Polen ·
Portugal ·
Qatar ·
Roemenië ·
Rusland ·
Saoedi-Arabië ·
Schotland ·
Senegal ·
Servië ·
Servië en Montenegro ·
Singapore ·
Slowakije ·
Soedan ·
Spanje ·
Sri Lanka ·
Syrië ·
Tadzjikistan ·
Taiwan ·
Thailand ·
Togo ·
Trinidad en Tobago ·
Tsjechië ·
Tunesië ·
Turkije ·
Turkmenistan ·
Uruguay ·
Venezuela ·
Verenigde Arabische Emiraten ·
Verenigde Staten ·
Vietnam ·
Wales ·
Wit-Rusland ·
Zambia ·
Zuid-Jemen ·
Zuid-Vietnam ·
Zweden ·
Zwitserland
Algerije (2014) · 
Australië (2015, 2) ·
België (2014) · 
Duitsland (2018) · 
Frankrijk (2006) · 
Griekenland (2010) ·
Mexico (2018) ·
Nigeria (2010) · 
Portugal (2022) · 
Rusland (2014) · 
Togo (2006) · 
Zweden (2018) ·
Zwitserland (2006)